# Língua abaknon
A língua Inabaknon, também chamada Abaknon, Abaknon Sama, Capuleño, Kapul, ou Capul Sinama, é uma língua  austronésia falada principalmente nos municípios insulares de Capul de Samar do Norte, nas regiões Visayas Orientais das Filipinas.
Ao contrário das outras línguas indígenas das Visayas orientai, nomeadamente  Waray-waray,  Cebuano e dialeto Boholano, o inabaknon não é classificado como parte da família de línguas visayanas, mas é agrupada com as línguas Sama-Bajaw.

## História
O inabaknon é falado na ilha de Capul, na província de Samar do Norte. De acordo com a história popular oral, por não gostarem da religião dos Moros que os governavam, um grupo de pessoas e seu líder Abak fugiram da Balabac e navegaram até chegar à ilha. O idioma é notável por ser o único idioma Sama que não teve grande influência árabe por meio do Islã.

## Escrita
A forma do alfabeto latino não usa as letras C, F, H, J, Q, V, X, Z. Usam-se as formas Dy, Ng, Ny, Sy, Ts.

## Amostra de texto
I bungto si Capul adda isla si Pilipinas. Aka'anna'-to si San Bernardino Strait nga pagka-bulagan-na si Luzon pati' Samar. Siray, nga'a-runan-to dahulo Abal tungod si primero mga a'a manakka ato, antes pada'ito i mga Kastila'.